# Serae

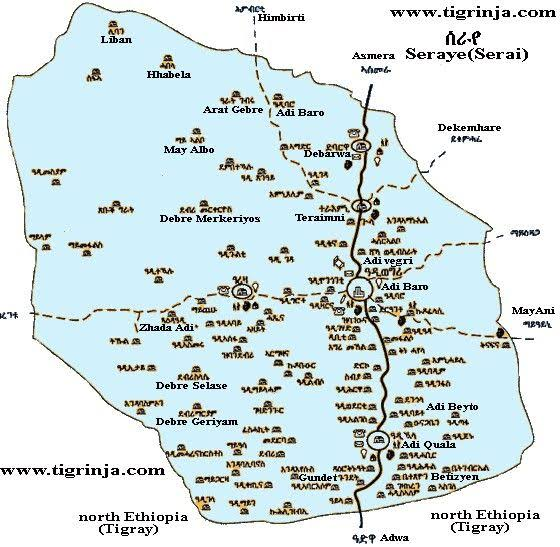
Mapa de Serae hacia 1990

Serae o Seraye (Tigriña/Tigré/Ge’ez: ሰራየ) es una antigua provincia de Eritrea que tenía una población estimada de 515.000 personas en 1990 (siendo la provincia más populosa) y un área de 8608 kilómetros cuadrados (3323,6 mi²). La provincia alberga a dos de los grupos étnicos eritreos, a saber, los tigriña y los tigray. Desde entonces, se ha incorporado principalmente a la región de Debub, aunque algunos distritos occidentales se han convertido en parte de la región de Gash-Barka. Se cree que el nombre de la provincia proviene de los "bosques oscuros" que una vez prosperaron en su tierra fértil.
Hoy en día, la región alberga doce monasterios de la Iglesia Ortodoxa Eritrea, así como varias fábricas en la ciudad de Mendefera.

## Historia
Serae/Seraye, que era llamada en algunos libros antiguos como Sarawi (ሰራዊ), es una antigua entidad territorial que formaba parte en caldiad de región del reino de Damot, que evolucionaría en el Reino de Axum y posteriormente en el centro del reino de Medri Bahri centrado en Debarwa con sus líderes bahríes. Serae estaba limitada por las regiones de Akele Guzay en el este, Hamasien en el norte, el Tigray propiamente dicho (Adua/Shire/Axum) en el sur y Gash-Setit en el oeste. Durante este período axumita, Serae se convirtió en una región comercial exitosa, dada su ubicación entre el puerto del Mar Rojo de Adulis, Asmara y Axum.
En su tablilla, Ezana menciona varios pueblos que había subyugado y se refiere a sí mismo como el gobernante de Aksum, Himyar, Sheba (Saba) y Rydan en Yemen. También menciona a Sarawi como una de las personas a las que subyugó. Además, menciona que subyugó al rey Sarati (este nombre surge en diferentes formas, una de las cuales es Sarawi, representando la provincia eritrea de Serae), y dice que llegó a un entendimiento con él sobre el paso de caravanas comerciales a Adulis pacíficamente a través de su país. Sin embargo, los nombres de estos reinos desaparecieron después del siglo IV d. C. Tras la caída de Axum como un reino unido después de que las tribus Hamiti Beja invadieran las tierras altas de Eritrea en el siglo VIII d. C., la provincia de Serae formó un estado independiente bajo la administración de su gobernante, denominado Cantibai. Algunos eruditos escribieron que el origen del nombre Serae provendría de las montañas Sarawat (Sarat) en el sur de Arabia.
Serae aparece en mapas locales del norte del Cuerno de África en el siglo XV.
A pesar de las concesiones del Emperador de Etiopía para controlar el país de los bahríes durante las dinastías Zagüe y Salomónica, las Actas del Tribunal Permanente de los Pueblos de la Liga Internacional por los Derechos y la Liberación de los Pueblos de 1984 afirmarían que "no hubo ninguna administración que conectara a Hamasien y Serae con el centro del Reino de Etiopía.

## Distritos
- Tsilima   ጽልማ
- Debub    ደቡብ
- GuH'tsi'A   ጉሕጭዓ
- Mai Tsa'eda  ማይጻዕዳ/ ማጫዕዳ
- Enda Azmach Oqbit እንዳዝማች ዑቕቢት
- Deqi Bokhri ደቂ ቦኽሪ
- Meraguz   መራጉዝ
- QoHain  ቆሓይን
- Gundet ጒንደት
- Aila   ዓይላ
- Sef'a  ሰፍኣ
- Harfe Gurotto  ሃርፈጒረቶ
- Deqi Digna   ደቂ ድግና
- Deqi Aites   ደቂ ጣዒስ
- Medri Wedi’Sebera ምድሪ ወዲ’ሰበራ
- Dembelas ደምበላስ
- Zaide'kolom   ዛይደ'ኮሎም
- Anagir    ዓናግር
- Tekela ተኸላ
- Kuno Redae   ኲኖ ረዳእ
- Etan Zere   ዕጣን ዘርአ
- Misyam ምስያም
- Medri Felasi   ምድሪ ፈላሲ
- Timzea - ትምዝኣ